# Louis-Eugène-Arsène Turquetil
Louis-Eugène-Arsène Turquetil OMI (* 3. Juni 1876 in Reviers, Frankreich; † 14. Juni 1955) war ein französischer Ordensgeistlicher und römisch-katholischer Apostolischer Vikar von Baie d’Hudson.

## Leben
Louis-Eugène-Arsène Turquetil trat der Ordensgemeinschaft der Oblaten der Unbefleckten Jungfrau Maria bei und empfing am 23. Dezember 1899 das Sakrament der Priesterweihe. 
Papst Pius XI. berief ihn am 15. Juli 1925 zum ersten Apostolischen Präfekten von Baie d’Hudson. Am 15. Dezember 1931 ernannte ihn Pius XI. zum Titularbischof von Ptolemais in Phoenicia und zum Apostolischen Vikar von Baie d’Hudson. Der Koadjutorerzbischof von Montréal, Georges Gauthier, spendete ihm am 23. Februar 1932 die Bischofsweihe; Mitkonsekratoren waren der Apostolische Vikar von Mackenzie, Gabriel Breynat OMI, und der Apostolische Vikar von Keewatin, Ovid Charlebois OMI.
Turquetil trat am 18. Dezember 1942 als Apostolischer Vikar von Baie d’Hudson zurück.